# Glinje (gmina Cerklje na Gorenjskem)
Glinje – wieś w Słowenii, w gminie Cerklje na Gorenjskem. W 2018 roku liczyła 108 mieszkańców.